# Casa de locuit de pe str. Pușkin, 20 (Tiraspol)
Casa de locuit de pe str. Pușkin, 20 este o clădire amplasată pe str. Pușkin, 20 în Tiraspol, Republica Moldova. Este un monument arhitectural de importanță națională inclus în Registrul monumentelor Republicii Moldova ocrotite de stat cu nr. 16 (municipiul Tiraspol). Datează din 1935-1937.